# Ной Изенбург
Ной Изенбург (на немски: Neu-Isenburg) е град, както и община в Германия, разположен в окръг Офенбах, провинция Хесен. Намира се на около 123 метра надморска височина. Населението на града към 31 декември 2020 г. е 38 204 души.